# Lysämne

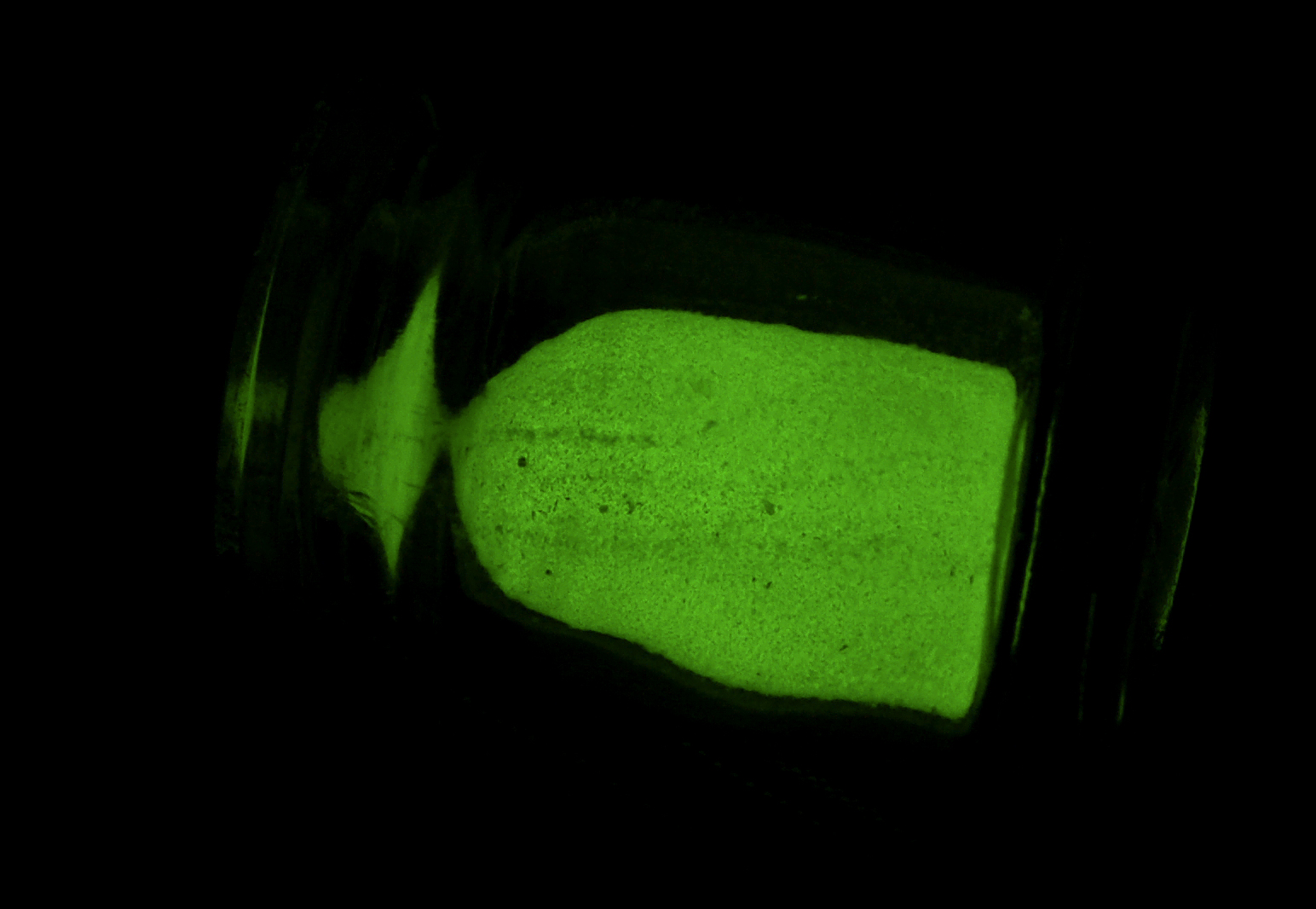
Lysämnepulver

Lysämne, även kallat fosfor betecknar ett fast ämne som ger ifrån sig synligt ljus efter att det bestrålats med elektroner, ultraviolett ljus eller mer kortvågigt synligt ljus. Beteckningen fosfor, med betoningen på andra stavelsen (pluralis fosforer), kommer från engelskans phosphor. Den leder lätt till missförstånd då den kan ge intrycket att grundämnet fosfor ingår, vilket sällan är fallet med moderna lysämnen.
Ljusfenomenen beror på fluorescens (omedelbar ljusemission vid belysning med kortvågig strålning), fosforescens (tidsfördröjd ljusemission efter kortvågig bestrålning), katodoluminescens (ljusemission vid beskjutning med elektroner).
Lysämnen är ofta oorganiska, kristallina ämnen, som har fåtts att ge ett tekniskt högt ljusutbyte genom att störställen införts i kristallgittret. Tillverkningen ställer krav på mycket hög renhet hos utgångsmaterialet, upp till 99,9999 procent.
Ljusämnena bygger för det mesta på sulfider (zinksulfid, zink-kadmium-sulfid, zinksulfid-selenid) och silikater (zinksilikat, zinkberylliumsilikat) eller zinkoxider.

## Användning
- Skärmbeläggning i katodstrålerör i TV-apparater, oscilloskop, monitorer (katodoluminescens)
- Beläggning av insidan i lysämneslampor och lysrör för att ge färgen vitt eller andra färger (fluorescens)
- Dagsljusfärg för säkerhetskläder och textmarkering: Blåkomponenterna i dagsljuset utnyttjas för att ge starkt ljus (fluorescens)
- Säkerhetsstämplar på sedlar och värdepapper (fluorescens)
- Skyltar i mörka utrymmen som ska synas vid strömavbrott (fosforescens)
- Fluorescensmarkörer för att följa biologiska förlopp (ultraviolett)